# Onthophagus phraoensis
Onthophagus phraoensis es una especie de insecto del género Onthophagus, familia Scarabaeidae, orden Coleoptera.

Fue descrita científicamente por Masumoto en 1990.